# Alberto Baldonado
Alberto Louis Baldonado (nacido el 1 de febrero de 1993) es un lanzador de béisbol profesional panameño de los Yomiuri Giants de la Liga Japonesa de Béisbol Profesional.

## Carrera

### New York Mets
Originario de Colón, Panamá, Baldonado firmó con los Mets de Nueva York como agente libre no reclutado en el 2010 y fue asignado al equipo Mets 1 de la Liga Dominicana de Verano. Baldonado jugó para los Mets de la GCL en 2011, registrando efectividad de 3.71 en 11 juegos. Baldonado pasó las siguientes dos temporadas con los Kingsport Mets de nivel novato, registrando una efectividad de 6.75 en 6 juegos (2012) y una efectividad de 3.94 en 14 juegos (2013). En 2014, jugó para los Low-A Brooklyn Cyclones, logrando un récord de 3-4 y una efectividad de 4.34 en 12 competencias. Baldonado pasó el año siguiente con los Savannah Sand Gnats Single-A, trabajando con una excelente efectividad de 1.91 con 74 ponches en 56.2 entradas lanzadas en 38 apariciones. Dividió la temporada 2016 con los Mets High-A St. Lucie y los Double-A Binghamton Mets, registrando una efectividad acumulada de 3.77 con 68 ponches en 47 apariciones totales. En 2017, Baldonado jugó para los Binghamton Rumble Ponies Doble-A y Las Vegas 51s Triple-A, acumulando efectividad de 4.80 en 50 apariciones entre las dos filiales. El 6 de noviembre de 2017, Baldonado se convirtió en agente libre de ligas menores, a los 24 años.

### Chicago Cubs
El 11 de diciembre de 2017, Baldonado firmó un contrato de ligas menores que incluía una invitación al entrenamiento de primavera de las Grandes Ligas con los Cachorros de Chicago para la temporada 2018. Pasó la temporada con los Cachorros de Iowa Triple-A y fue nombrado All-Star de la Liga de la Costa del Pacífico después de lanzar con efectividad de 4.88 en 37 juegos. Baldonado también comenzó la temporada 2019 con Triple-A Iowa, pero fue liberado el 17 de mayo de 2019, luego de registrar una efectividad de 3.38 en ocho juegos.

### High Point Rockers
El 16 de junio de 2019, Baldonado se unió a los High Point Rockers de la Liga Atlántica de Béisbol Profesional independiente, para quienes lanzó en 13 juegos, registrando una efectividad de 1.98 con 19 ponches en 13 concursos. 

### Sultanes de Monterrey
El 30 de julio de 2019 el contrato de Baldonado fue seleccionado por los Sultanes de Monterrey de la Liga Mexicana. Con Monterrey, Baldonado logró una efectividad de 1.59 en 12 apariciones para cerrar el año. El 21 de enero de 2020, Baldonado eligió la agencia libre.

### Washington Nationals
El 7 de febrero de 2020, Baldonado firmó un contrato de ligas menores con los Nacionales de Washington . Baldonado no jugó un partido en 2020 debido a la cancelación de la temporada de ligas menores debido a la pandemia de COVID-19. Baldonado fue liberado por la organización Nacionales el 29 de mayo.El 6 de enero de 2021, Baldonado volvió a firmar con los Nacionales con un nuevo contrato de ligas menores. Comenzó la temporada 2021 con los Harrisburg Senators Doble-A, progresando luego a los Rochester Red Wings Triple-A. Después de lograr una efectividad de 2.88 en los dos niveles, Baldonado obtuvo su contrato el 1 de septiembre y fue ascendido a las ligas mayores por primera vez. Baldonado hizo su debut en las Grandes Ligas contra los Filis de Filadelfia el 2 de septiembre, lanzando una entrada de relevo en blanco. Ponchó al primer bateador al que se enfrentó, Matt Vierling, así como al cuarto, Bryce Harper. Baldonado terminó su campaña de novato con efectividad de 8.44 con 12 ponches en 14 juegos de Grandes Ligas. El 13 de octubre, Baldonado fue eliminado de la lista de 40 hombres.En 2022, Baldonado hizo 56 apariciones para Triple-A Rochester, registrando una efectividad de 3.84 con 81 ponches y 3 salvamentos .63 1⁄3 entradas lanzadas.  Regresó a Rochester en 2023, lanzando en 29 partidos y registrando una efectividad de 3.03 con 30 ponches en29 2⁄33 entradas de trabajo. El 20 de junio de 2023, Baldonado fue liberado por la organización Nacionales para buscar una oportunidad en Japón.

### Yomiuri Giants
El 1 de julio de 2023, Baldonado firmó con los Yomiuri Giants de Nippon Professional Baseball. Volvió a firmar un contrato de un año para la temporada 2024 el 26 de noviembre.

## Selección nacional
Baldonado fue seleccionado para representar a Panamá en la clasificación al Clásico Mundial de Béisbol 2023.